# Іван Ждан-Ріг
Іван Ждан-Ріг — кошовий отаман Запорізького війська в часи гетьмануваня Івана Брюховецького (1666—1667). Іван Ждан-Ріг був обраний кошовим отаманом в лютому 1666, після того, як на загальній раді запорожців був позбавлений булави колишній кошовий Левко Шкура, як повідомляє історик Дмитро Яворницький в «Історії запорізьких козаків», за те, що той не пускав запорожців в похід проти союзників гетьмана Івана Брюховецького — калмицьких загонів, які перебували в Україні. Будучи противником зближення з Московським царством, відразу ж після обрання кошовим отаманом Січі, вступив у конфлікт з гетьманом, написавши йому листа, в якому не просто звинуватив Брюховецького в свавіллі, яке охопило всю Україну, а й чітко позначив свою політичну позицію:
|  | Почули ми, що Москва буде на Кодаку, — але її там не треба. Погано робиш, починаючи з нами сварку: зброя не допоможе, якщо вдома не буде порядку. Хоча царська величність зробила тобі честь, але гідність ти отримав від Війська Запорозького. Військо ж не знає, що таке боярин, а знає тільки гетьмана … |

Витіснив із Запоріжжя, з-під Кодака, загін російських військ воєводи Косагова, одного з російських воєвод, котрих до України запросив саме Брюховецький. Коли Косагов почав нарікати на кошового у Москві, а Брюховецький — з'ясовувати, що там сталося насправді, Ждан-Ріг тільки посміхнувсь у вуса, та написав гетьманові:
|  | Воєводи ніхто нікуди не виганяв. Сам утік. І так воно й було; запорожці не виганяли, але ставились до росіян так, як вони того й заслуговували, тож і тікали… |

Це була тактика, яка давала змогу кошовому до часу не накликати гніву на себе, а гетьманських військ — на Січ.
Замість Косагова, до України прибув стольник Леонтьєв. Але вже не на Кодак — туди він боявся потикатися. До того ж, хроністи твердять, що він мав чітку інструкцію царя:
|  | із запорожцями не ворогувати, поводитись чемно, лагідно переконувати, що жодних причин для конфлікту нема, а гнів, якщо він виникає, слід звертати не на росіян, — вони ж бо свої, одної віри, а втямити, хто їм приятель, а хто неприятель. |

У березні 1667 після того, як козаки напали на російського посла Єфима Ладиженського, який разом з татарським мурзою і численною охороною їхав до Криму, до хана з подарунками і письмом царя, ледь не почалася війна російськиої влади із запорожцями. Козаки перебили майже всіх татар, а подарунки відібрали. І. Брюховецький наказав розслідувати інцидент. Надійшли погрозливі листи та прибув спеціальний слідчий з Москви. Для вирішення виниклого конфлікту, щоб якось утихомирити і гетьмана, і царя, козаки скликали раду й усунули Ждана-Рога з отаманства.
Вже при новому кошовому отамані — Остапі Васютенку, запоріжці все ж убили російського посла Ладиженського, коли він ще раз спробував пройти в Крим повз Січ. Козаки знали: Росія намагається поза їхніми плечима змовитися з татарами і разом притискати запорожців. Це було вкрай небезпечно. Якщо Росія і Крим укладуть союз, то будь-який напад українських козаків на татар буде сприйматися як ворожі дії супроти росіян. Дізнавшись про вбивство, гетьман Брюховецький звинуватив у ньому Івана Ждана-Рога. Прихильники колишнього кошового, незадоволені політикою Брюховецького, послали гінця з листом до гетьмана Правобережної України («Тогобічного») Петра Дорошенка. Незабаром і вся Січ стала на бік Дорошенка. Кошовим отаманом знову став Ждан-Ріг.
Разом з полковником Іваном Сірком брав участь у походах на Крим, особливу увагу привертає похід у 1667, під час Підгаєцької компанії Дорошенка. Козаки рушили тоді на татар двома великими загонами (другим командував полковник Іван Сірко). Чотирьохтисячне козацьке військо під проводом кошового отамана Івана Ждана-Рога і полковника Івана Сірка обложило і взяло штурмом Перекоп, а потім вторглося вглиб Кримського ханства. Іван Ждан-Ріг зі своїм загоном взяв місто Арбаутук. Іван Сірко разом зі своїм загоном рушив на місто Кафу, генуезьку фортецю, де спустошив улус знатного Ширинского мурзи. Козаки тоді повернулися в Україну, маючи в обозі майже дві тисячі визволених із татарського полону українців.
Іван Ріг вважається початківцем поселення зимівника запорізьких козаків біля злиття річок Саксагань та Інгулець — згодом міста Кривий Ріг. Існує така легенда:
|  | Давно це було, коли гриміла по Україні слава про Січ Запорозьку… На схилі років хоробрий козак Ріг побудував для себе оселю якраз на тому місці, де зливаються Інгулець і Саксагань . Став потихеньку господарювати. І хто не їхав мимо, завертав до старого Рога. А оскільки в боях позбувся козак правого ока, прозвали його в народі Кривим… Шанували чумаки Рога за гостинність, чуйність, відвертість, а ще за цікаві розповіді. Йшли роки, навколо хати козака почали з'являтися інші оселі. Згодом тут виросло село. Вже й козака Рога не стало, а назва так і лишилася — Кривий Ріг. |

## Вшанування пам'яті
У місті Кривий Ріг провулок Даргожимського перейменували на провулок Козака Рога.